# Мунаций Руф
Муна́ций Руф (возможно, носил преномен «Гай»; лат. (Gaius) Munatius Rufus; умер после 49 года до н. э.) — государственный деятель Древнего Рима периода кризиса Республики, в 67 году до н. э. служивший в Македонии, предположительно, в качестве военного трибуна. Близкий друг Катона Младшего.

## Биография
О происхождении Мунация Руфа сохранившиеся источники ничего не сообщают. Впервые его имя упоминается в 67 году до н. э. в связи с военной службой Марка Порция Катона, впоследствии — Утического: провожая последнего на Балканы, его молодая жена, Атилия, просила Мунация позаботиться о её муже (Плутарх сообщает, что по дороге в Македонию Катона сопровождали 15 рабов, два либертина и четыре друга). Известно, что Марк Порций служил военным трибуном в провинциальном войске наместника Рубрия; предполагается, что и Мунаций Руф мог также находиться в этом звании. 
Во время плебейского трибуната Катона Младшего в 62 году до н. э. Мунаций поддержал приятеля в борьбе против ставленника триумвиров Квинта Цецилия Метелла Непота. В следующем году Руф в качестве посредника передал Катону предложение Гнея Помпея породниться через брак. В 58—56 гг. до н. э. Мунаций Руф сопровождал Марка Порция в его миссии на Кипре; там Руф поссорился с ним и вернулся домой раньше времени, однако позже помирился благодаря посредничеству Марции, второй жены Катона. 
Около 56 года до н. э. Марк Туллий Цицерон отправил из Рима рекомендательное письмо некоему Гаю Мунацию, сыну Гая. В нём консуляр от имени своего близкого друга Луция Ливинея Регула просит адресата в содействии его вольноотпущеннику. Комментатор литературного наследия Цицерона Д. Р. Шэклтон-Бейли констатирует, что этот Гай Мунаций точно неизвестен; филиация имени адресата письма, по мнению учёного, отличает его от другого Гая Мунация, возможно, Гая Мунация, сына Луция, Планка (после адоптации — Луция Плавтия Планка, претора 43 года до н. э.). Другой антиковед, Т. Уайзмен, осторожно предположил наличие родственных связей между этим Гаем и Мунациями Планками, происходившими из Тибура. Исходя из этой гипотезы, историк выдвинул также версию, что Мунаций у Цицерона мог приходиться племянником легату Суллы в 87 или 86 году до н. э., который около Халкиды разбил Неоптолема, полководца Митридата.
В 49 году до н. э., после начала вооружённого конфликта Юлия Цезаря и Помпея, Мунаций Руф находился в Бруттии, и Катон, уезжая на войну, отправил на его попечение своего младшего сына.
Античные авторы — Валерий Максим и грек Плутарх — сообщают также, что Мунаций Руф написал панегирическую биографию Катона (по-видимому, уже после его смерти весной 46 года до н. э.).